# Carlo Turco
Carlo Turco o Turchi (Asola, ...) è un poeta, filosofo e letterato italiano.

## Biografia
Nacque da una delle più antiche e nobili famiglie di Asola, allora fiorente cittadina della Repubblica di Venezia, dove ricoprì importanti cariche politiche in qualità di deputato, oratore e avvocato della Comunità.
La sua prima opera poetica, la Commedia Nova intitolata Agnella, venne rappresentata ad Asola durante i festeggiamenti per la visita dei duchi di Nemours e Beaulieu e altri illustri francesi al loro seguito. L'opera venne in pubblicata in seguito prima a Treviso, nel 1558, poi a Venezia, nel 1585.
Fu contemporaneo ed  amico di Paolo Manuzio che in una lettera encomia la sua Canzone in lode di Carlo V scritta in occasione della morte di quest'ultimo:
«Letta la vostra Canzone scritta in morte del Gran Carlo V, veramente Signor Carlo onorato, non troppo benigna stella, essendo voi dotato di si pellegrino ingegno e di tante altre lodevoli qualità, vi condanna a scrivere dove tra molte tenebre non può risplendere la vostra virtù, con la quale potevate illustrare voi stesso ed il secolo nostro eccitando in altri il desiderio di assomigliarvi: laddove hora, avendo voi il campo ristretto per esercitare le vostre più nobili parti, non veggo come possano apparire effetti degni di voi ed alla vostra nobile industria corrispondenti»
Questa lettera fu in seguito stampata in Venezia da Lelio Gavardo che nel 1585, sempre a Venezia, pubblicò una tragedia in versi del Turco, intitolata  Calestri, poi pubblicata nel 1603 anche a Treviso. 
Altre poesie di Carlo Turco furono stampate anche nel libro Il Sepolcro de la illustre signora Beatrice di Dorimbergo (Brescia Fabbio 1568).